# Anthony Edwards (wioślarz)
Anthony Edwards (ur. 22 grudnia 1972 r. w Ballarat) – australijski wioślarz, reprezentant Australii w wioślarskiej czwórce bez sternika wagi lekkiej podczas Letnich Igrzysk Olimpijskich w Pekinie.

## Osiągnięcia
- Mistrzostwa Świata – Roudnice 1993 – czwórka podwójna wagi lekkiej – 7. miejsce[2].
- Mistrzostwa Świata – Indianapolis 1994 – czwórka podwójna wagi lekkiej – 5. miejsce[2].
- Mistrzostwa Świata – Tampere 1995 – dwójka podwójna wagi lekkiej – 3. miejsce[1][2].
- Igrzyska Olimpijskie – Atlanta 1996 – dwójka podwójna wagi lekkiej – 3. miejsce[1][2].
- Mistrzostwa Świata – Kolonia 1998 – czwórka bez sternika wagi lekkiej – 3. miejsce[1][2].
- Mistrzostwa Świata – St. Catharines 1999 – czwórka bez sternika wagi lekkiej – 2. miejsce[1][2].
- Igrzyska Olimpijskie – Sydney 2000 – czwórka bez sternika wagi lekkiej – 2. miejsce[1][2].
- Igrzyska Olimpijskie – Ateny 2004 – czwórka bez sternika wagi lekkiej – 2. miejsce[1][2].
- Mistrzostwa Świata – Monachium 2007 – czwórka bez sternika wagi lekkiej – 7. miejsce[1][2].
- Igrzyska Olimpijskie – Pekin 2008 – czwórka bez sternika wagi lekkiej – 9. miejsce[1][2].